# 阿伊莎·阿亞茲
阿伊莎·阿亞茲（羅馬化：Ayesha Ayaz，2011年—），巴基斯坦跆拳道選手。阿依莎是該國最年輕的女子跆拳道選手之一，3歲開始練習並在8歲時首次參加國際比賽。
2020年2月，她在迪拜舉行的第八屆阿爾-富查伊拉公開跆拳道錦標賽上獲得34公斤級金牌。